# مسافرخانه (فیلم ۲۰۰۵)
مسافرخانه (انگلیسی: Hostel) فیلمی در ژانر ترسناک اسلشر و مهیج به نویسندگی و کارگردانی الی راث است که در سال ۲۰۰۵ منتشر شد. از بازیگران آن می‌توان به جی هرناندس، درک اندرو، ایبور گوجونسون، باربارا ندلیاکووا، تاکاشی میکه و ریک هافمن اشاره کرد. داستان فیلم دربارهٔ سازمانی مرموز است که گردشگران را ربوده و آن ها را مورد آزار و شکنجه قرار داده و در نهایت به قتل می رساند.
مسافرخانه با واکنش‌های متفاوتی از سوی منتقدان همراه بود و ۸۲ میلیون دلار در سراسر جهان فروش کرد؛ در حالی که ۴٬۸ میلیون دلار بودجه ساخت آن بوده‌است. این فیلم نخستین قسمت از سه‌گانه مسافرخانه به‌شمار می‌رود که پس از آن مسافرخانه: قسمت ۲ (۲۰۰۷)، و مسافرخانه: قسمت ۳ (۲۰۱۱) منتشر شدند.